# Voir Venise.../...Et mourir

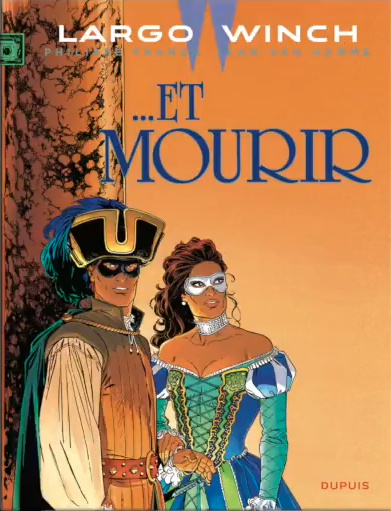
...Et mourir.

Voir Venise... et ...Et mourir sont deux bandes dessinées réalisées par Jean Van Hamme (scénario) et Philippe Francq (dessinateur), formant un diptyque appartenant à la série Largo Winch, et éditées respectivement en 1998 et 1999 par Dupuis dans la collection Repérages.
Ce diptyque constitue les neuvième et dixième tomes de la série.

## Description

### Résumé
Un mystérieux M. Brown engage un ancien officier britannique pour effectuer une mission que l'on pressent criminelle envers Largo Winch. Parallèlement, à Venise, l'amie de Largo, Charity Atkinson, se fait enlever par un groupe extrémiste dont on soupçonne des liens étroits avec Francesco Leridan, étrange mécène italien surnommé le Doge. Largo s'envole pour Venise afin de porter secours à son amie, laissant de côté d'importantes négociations commerciales qui le mettent face au dangereux Cartel pétrolier dont Robert Cotton dirige la police secrète.
Il va de soi que tous ces éléments semblent reliés entre eux.
À l'instar des autres albums de la série, les neuvième et dixième tomes forment un diptyque complet. Les ficelles de la série se retrouvent ici : le mystérieux commanditaire dont on pressent qu'il est proche de Largo Winch, peut-être même issu de son conseil d'administration, comme c'est régulièrement le cas ; la mise en avant d'un département spécifique du groupe W (ici la branche pétrolière) ; des femmes sulfureuses ; des coups d'éclats spectaculaires, le tout concentré dans un scénario alambiqué aux nombreuses ramifications.

### Personnages
Outre les personnages récurrents de la série, on trouve dans ces deux albums :
- Charity Atkinson : maîtresse de Largo à son époque baroudeur. Elle l'a quitté estimant que sa nouvelle vie de milliardaire le rendait fade et sans intérêt. Elle est enlevée par un groupe d'extorsion à Venise ;
- Domenica Leone : sculptrice italienne, amie de Charity, présente sur les deux albums car mêlée malgré elle à cette histoire ;
- Duc Francesco II Leridan : mécène vénitien qui a entrepris de sauver Venise des eaux. Passant pour un personnage illuminé, certains lui prêtent des connivences avec un groupe d'extorsion local ;
- Cedric Haynes : ancien sergent-major du Royal Pioneer Corps, il est recruté pour une fortune par un mystérieux M. Brown pour exécuter une mission clandestine contre Largo Winch.

## Publications en français

### Albums
- Voir Venise... Dupuis, collection Repérages, 1998  (ISBN 2-8001-2628-0)
- ...Et mourir Dupuis, collection Repérages, 1999  (ISBN 2-8001-2849-6)

## Documentation
- Guillaume Laborie, « Voir Venise... », dans L'Indispensable n°2, octobre 1998, p. 74-75.